# Landschaftsschutzgebiet Restmoorflächen in Wiesedermeer
Das Landschaftsschutzgebiet Restmoorflächen in Wiesedermeer ist ein Landschaftsschutzgebiet im Landkreis Wittmund des Bundeslandes Niedersachsen. Es trägt die Nummer LSG WTM 00020. Als untere Naturschutzbehörde ist der Landkreis Wittmund für das Gebiet zuständig.

## Beschreibung des Gebiets
Das Landschaftsschutzgebiet liegt östlich von Wiesedermeer, einem Ortsteil der Gemeinde Friedeburg in Ostfriesland. Es liegt zu großen Teilen auf dem Kolrunger Moor und grenzt an das dortige Naturschutzgebiet.

## Schutzzweck
Genereller Schutzzweck ist der „Schutz des teilweise abgetorften und relativ trockenen Restbestandes des einstigen ausgedehnten Kollrunger Moores als überwiegend naturnahes Relikt der ehemaligen Naturlandschaft“. Um dieses Ziel zu erreichen, soll das Landschaftsschutzgebiet bis an die südliche Kreisgrenze erweitert und ein Naturschutzgebiet umgewandelt werden.